# A Very Murray Christmas
Pour plus de détails, voir Fiche technique et Distribution.
A Very Murray Christmas est un film de Noël américain réalisé par Sofia Coppola, sorti en 2015.

## Synopsis
L'acteur Bill Murray est très inquiet. En raison d’une tempête de neige qui s'abat sur New York, aucun invité ne peut venir pour son émission de télévision. Heureusement, des célébrités arrivent au Carlyle Hotel pour l’aider à célébrer l’esprit de Noël.

## Fiche technique
Sauf indication contraire, les informations mentionnées dans cette section peuvent être confirmées par la base de données cinématographiques IMDb,  présente dans la section « Liens externes ».
- Titre original : A Very Murray Christmas
- Réalisation : Sofia Coppola
- Scénario : Sofia Coppola, Bill Murray et Mitch Glazer
- Direction artistique : Anne Ross
- Décors : Michael Begasse
- Costumes : Stacey Battat
- Photographie : John Tanzer
- Montage : Sarah Flack
- Direction musicale : Paul Shaffer
- Production : Lilly Burns et John Skidmore

Producteurs délégués : Sarah Bowen, Roman Coppola, Sofia Coppola, Pauline Fischer, Mitch Glazer, Tony Hernandez, Bill Murray, Ted Sarandos
Productrice associée : Kelsie Kiley
- Sociétés de production : American Zoetrope, South Beach Productions, Departed Productions et Jax Media
- Société de distribution : Netflix
- Pays de production :  États-Unis
- Langue originale : anglais
- Format : couleur - 1.78:1 - 16:9 HD
- Genre : Film musical et comédie
- Durée : 56 minutes
- Dates de sortie[1] : 
  - Monde : 4 décembre 2015 (sur Netflix)

## Distribution
- Bill Murray : lui-même
- Michael Cera : Jackie, l'agent
- George Clooney : lui-même
- Miley Cyrus : elle-même
- Dimitri Dimitrov : lui-même
- David Johansen : le barman
- Jenny Lewis : la serveuse
- Rashida Jones : la mariée
- Amy Poehler : Liz
- Chris Rock : lui-même
- Maya Rudolph : chanteuse Lounge
- Jason Schwartzman : Elliott
- Paul Shaffer : lui-même
- Julie White : Bev
- Steve Jordan : le batteur
- David Spinozza : le guitariste
- Tom Malone : un musicien
- Le groupe Phoenix : The Chefs

## Chansons
- The Christmas Blues - Bill Murray
- Let It Snow! Let It Snow! Let It Snow! - Murray, Amy Poehler et Julie White
- Jingle Bells - Murray
- Do You Hear What I Hear? - Murray et Chris Rock
- Baby, It's Cold Outside - Jenny Lewis et Murray
- The Twelve Days of Christmas - Dmitri Dimitrov
- O Tannenbaum - David Johansen
- Good King Wenceslas - Lewis
- Alone on Christmas Day -Phoenix, Jason Schwartzman, Murray et Johansen
- Christmas (Baby Please Come Home) - Maya Rudolph
- I Saw the Light - Schwartzman, Rashida Jones, Rudolph, Johansen et Murray
- Fairytale of New York - l'ensemble de la distribution
- Sleigh Ride - Murray et Miley Cyrus
- Silent Night - Cyrus
- Santa Claus Wants Some Lovin’ - Murray et George Clooney
- Let It Snow! Let It Snow! Let It Snow! (reprise) - Murray, Cyrus et Clooney
- We Wish You a Merry Christmas - Murray

## Récompenses et distinctions
Source : Internet Movie Database

### Nominations
- 2016 : Screen Actors Guild Awards du meilleur acteur dans un téléfilm ou une mini-série pour Bill Murray